# The O2

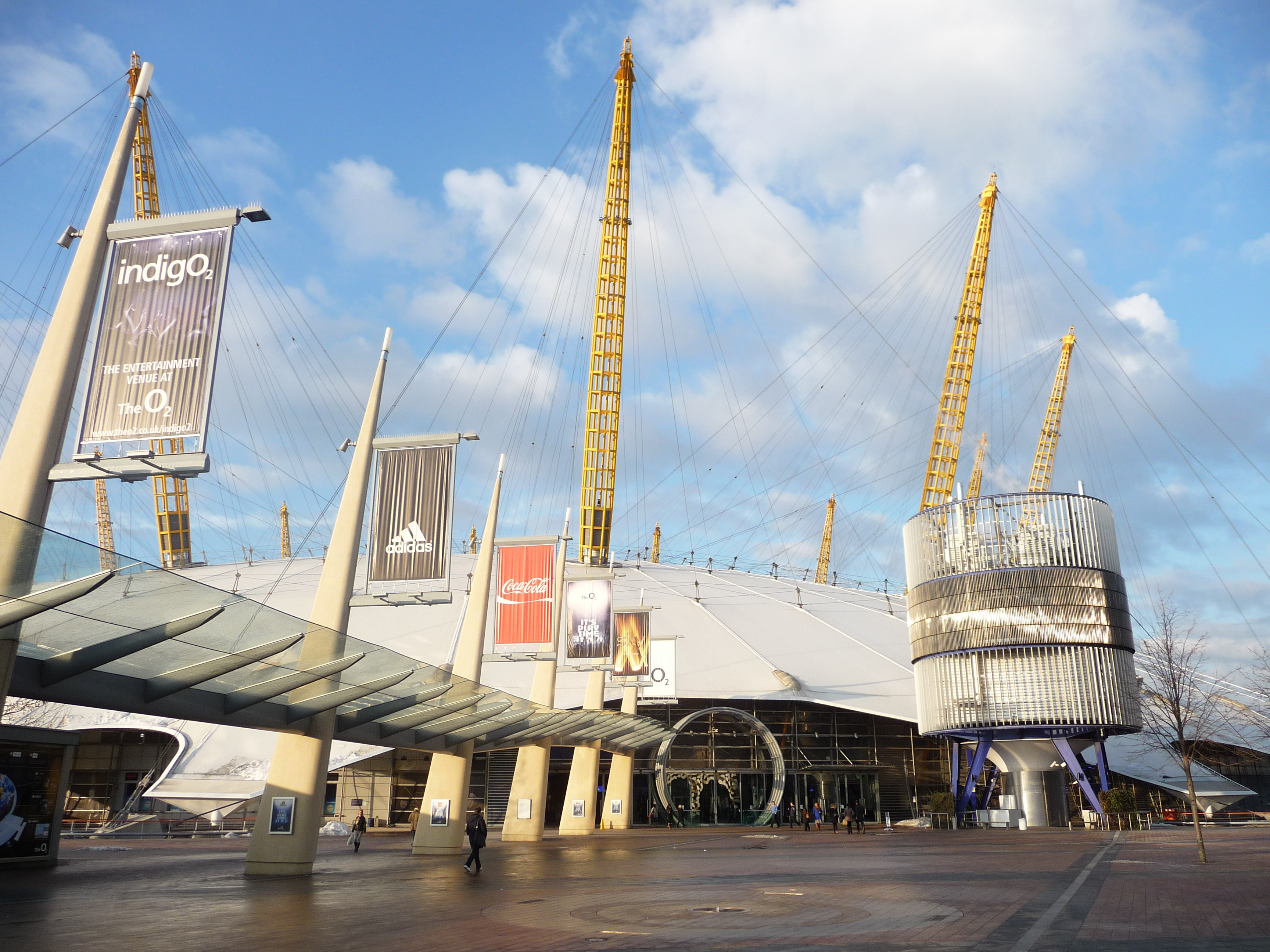

The O2는 영국 런던 남동부 그리니치 반도에 있는 구 밀레니엄 돔의 대규모 오락 시설이다.